# 上級陸曹の教育
上級陸曹の教育（じょうきゅうりくそうのきょういく）とは、陸上自衛隊において行われる各職種共通の課程教育。陸上自衛隊においては2020年3月時点で以下の4個課程および集合教育が存在する。

## 各課程の概要
- 陸曹中級課程[1]（旧：中級陸曹集合教育）

2等陸曹昇任者に対する課程教育。平成30年度以前は「中級陸曹集合教育」の名称で実施されていた（平成31年度（令和元年度）に課程教育化）。類似の名称として「中堅陸曹集合教育」というものがあるが、これは部内幹部候補生(I幹部)の合格を目的に各部隊計画で実施しているものであり、本項で述べる素養教育ではない。
- 陸曹上級課程

1等陸曹の必修課程。1等陸曹昇任後おおむね1年以内に各方面混成団隷下の陸曹教育隊上級陸曹教育中隊で上級陸曹及び管理職（中隊付准尉及び隊付陸曹（現在の先任上級曹長））として必要な共通的知識及び技能を修得する。教育期間は約4週。准陸尉に昇任するためには本課程の修了が必須となっている。入校条件は入校の時点で年齢50歳未満。なお、これに相当するものとして海上自衛隊には海曹上級課程、航空自衛隊には上級空曹課程がある。
- 最先任上級曹長集合教育（A）

陸曹上級課程を修了した陸曹長または准陸尉の階級にある者を対象とした集合教育。連隊及び群・大隊最先任上級曹長としての職務遂行に必要な知識を修得させる。
- 最先任上級曹長集合教育（B）

平成22年度から陸上自衛隊幹部学校（現陸上自衛隊教育訓練研究本部）で開始された（開始当初は師団等最先任上級曹長課程と呼ばれていた）。師団・旅団司令部及び将補（二）を指定階級とする部隊（方面混成団を除く団・補給処・職種学校等）に勤務する准陸尉に対し、最先任上級曹長としての職務遂行に必要な知識を修得させる。